# 하랑중학교 (강원)
하랑중학교는 대한민국 강원특별자치도 동해시 발한동에 있는 공립 중학교이다.

## 학교 연혁
- 1967년 8월 9일 : 묵호여자중학교 설립인가(9학급)
- 1968년 3월 25일 : 제1회 입학식(3학급 175명)
- 1968년 5월 25일 : 개교
- 1971년 1월 25일 : 제1회 졸업식(167명)
- 1991년 3월 1일 : 동해상업고등학교와 분리
- 2019년 3월 1일 : 하랑중학교로 교명 변경
- 2023년 9월 1일 : 제27대 최진복 교장 취임
- 2025년 1월 3일 : 제55회 졸업식(110명) (졸업생 누계 14,415명)
- 2025년 3월 4일 : 제58회 입학식(입학생 100명)

## 참고 자료
- 하랑중학교 - 한국교육학술정보원 학교알리미